# MAA-1 Piranha
O MAA-1 Piranha é um míssil ar-ar de curto alcance, da categoria Sidewinder, desenvolvido pelo CTA e pela Mectron no Brasil. Atualmente é produzido pela empresa Mectron - Engenharia, Indústria e Comércio Ltda.

## Desenvolvimento
O desenvolvimento inicial dos mísseis conhecidos como Piranha, ocorreu em 1976, quando o Brasil se propôs a substituir o míssil AIM-9B Sidewinder, para evitar problemas com possíveis embargos por parte dos Estados Unidos. O míssil seria em tudo parecido ao Sidewinder, dispondo de sistemas de navegação idênticos, embora o objetivo fosse claramente um produto superior ao AIM-9B que equipava os aviões da FAB, especialmente o F-5.Northrop F-5E Tiger II.
O programa veio a público apenas em 1981, quando já se tinham realizados vários estudos de definição de projeto e a produção de alguns de seus componentes.
Porém, uma crise que atingiu toda a indústria militar brasileira, reduziu sua produção e a dos seus componentes, sendo transferida para vários fabricantes. O atraso no programa resultou na obsolescência do projeto do Piranha, mesmo antes do míssil estar completamente operacional.
O Piranha foi o primeiro míssil projetado e construído na América Latina, e será utilizado nas aeronaves de caça da Força Aérea Brasileira (ALX Super Tucano, AMX, F5BR). O destaque vai para seu emprego no projeto SIVAM, sendo que os ALX Super Tucanos os utilizam a fim de abater aviões de baixo desempenho em região amazônica.
A Mectron e o CTA desenvolveram uma versão nova deste míssil chamada de MAA-1B, que deverá estar homologada até dezembro de 2008 para uso pela FAB já em 2009. A parceria também está desenvolvendo versões terra-ar e mar-ar do MAA-1 Piranha.